# Crimolois
Crimolois era una comuna francesa situada en el departamento de Côte-d'Or, de la región Borgoña-Franco Condado. Desde el 28 de febrero de 2019 es una comuna delegada de la comuna nueva de Neuilly-Crimolois.

## Geografía
Está ubicada a 8 km al sureste de Dijon.

## Historia
El 28 de febrero de 2019 pasó a ser una comuna delegada de la comuna nueva de Neuilly-Crimolois al fusionarse con la comuna vecina de Neuilly-lès-Dijon.

## Demografía
| 260 | 279 | 341 | 388 | 505 | 523 | 584 | 751 | 807 |
| Para los censos de 1962 a 1999 la población legal corresponde a la población sin duplicidades (Fuente: INSEE [Consultar]) |     |     |     |     |     |     |     |     |